# Ostrov (okręg Arad)
Ostrov – wieś w Rumunii, w okręgu Arad, w gminie Birchiș. W 2011 roku liczyła 218 mieszkańców. 